# Jerry Barrett

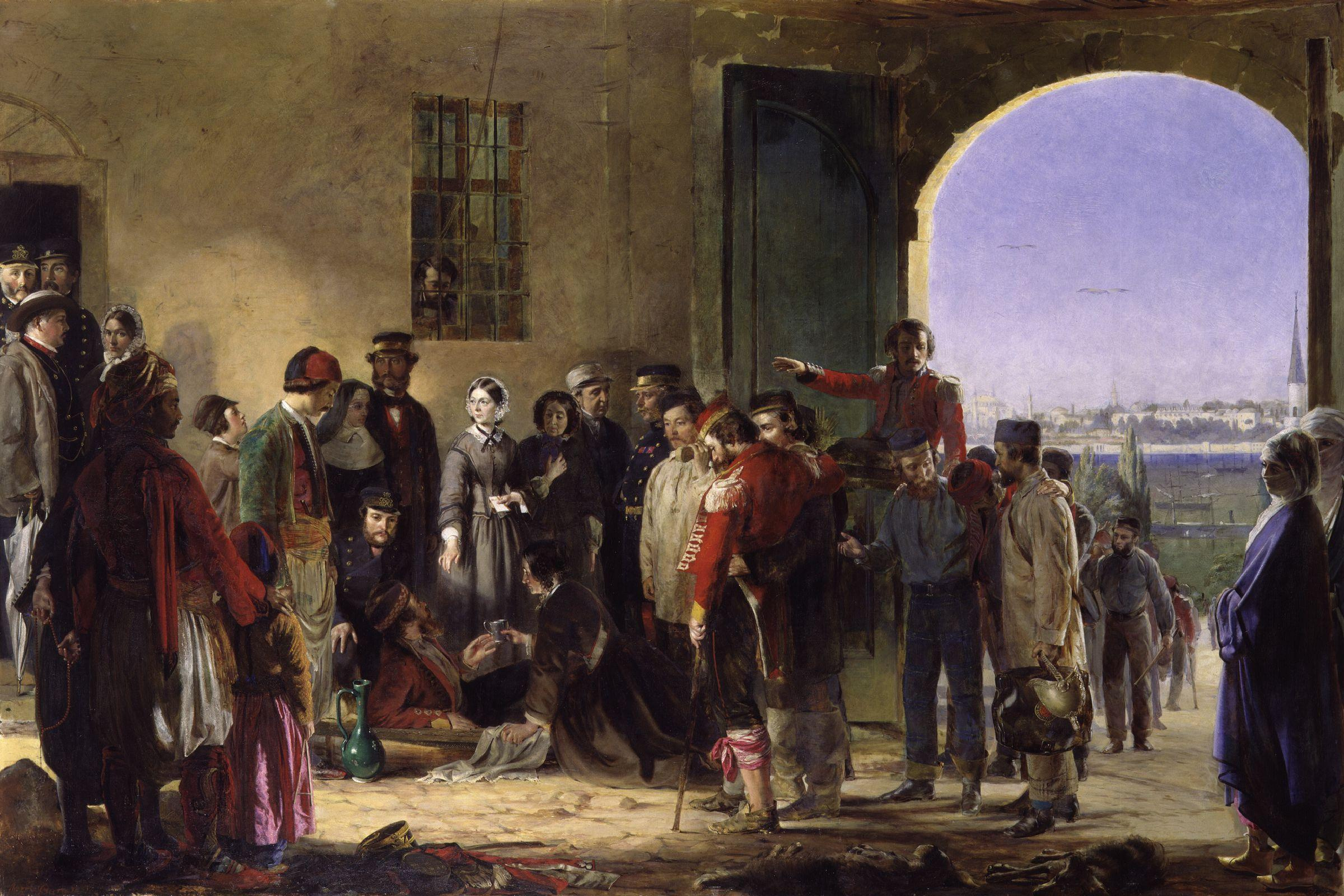
Florence Nightingale recibiendo a los heridos en Scutari. (Óleo sobre lienzo, 1856.)

Jerry Barrett (1824 – 1906) fue un pintor inglés de la época victoriana. En 1856 realizó su obra más importante: The Mission of Mercy: Florence Nightingale receiving the wounded at Scutari. Se trata de una representación de Florence Nightingale recibiendo a los heridos en el cuartel de Selimiye durante la guerra de Crimea, en la cual también aparecen retratados varios personajes históricos vinculados a este episodio bélico. El propio artista insertó su autorretrato en la ventana del fondo, como un observador de la escena.
El cuadro se encuentra en la National Portrait Gallery de Londres junto a otra de sus obras: Queen Victoria's First Visit to her Wounded Soldiers (La primera visita de la reina Victoria a sus soldados heridos).
Existe documentación que sugiere que Barrett viajó a Crimea a fin de obtener bocetos para sus pinturas. Sus obras ayudaron a sensibilizar a la opinión pública británica respecto de la situación de sus soldados combatiendo en el exterior y a divulgar la obra de Nightingale.
Durante la guerra de Crimea el empresario Thomas Agnew comisionó a un fotógrafo para tomar imágenes de los campos de batalla y de los soldados británicos heridos. Esta guerra fue una de las primeras en que las ilustraciones y fotografías aparecieron en la prensa escrita y tuvieron tal éxito que varias también fueron reproducidas en pinturas. Una de estas fotos, tomada en Fort Pitt, Kent, y presentada como la primera visita de la Reina Victoria a sus soldados heridos, fue llevada al lienzo por Barrett como Queen Victoria's First Visit to Her Wounded Soldiers y exhibida en mayo de 1856 en la Royal Exhibition Gallery de Piccadilly. También fue Agnew quien en agosto de 1857 compró al artista The Mission of Mercy y la exhibió en la galería Leggatt and Hayward de Cornhill en el verano de 1858, durante el apogeo de la rebelión en la India de 1857. 
Ambos cuadros alcanzaron gran popularidad al ser reproducidos masivamente como grabados por Agnew, quien los acompañó de guías para identificar a los personajes representados.